# Monts Chūgoku

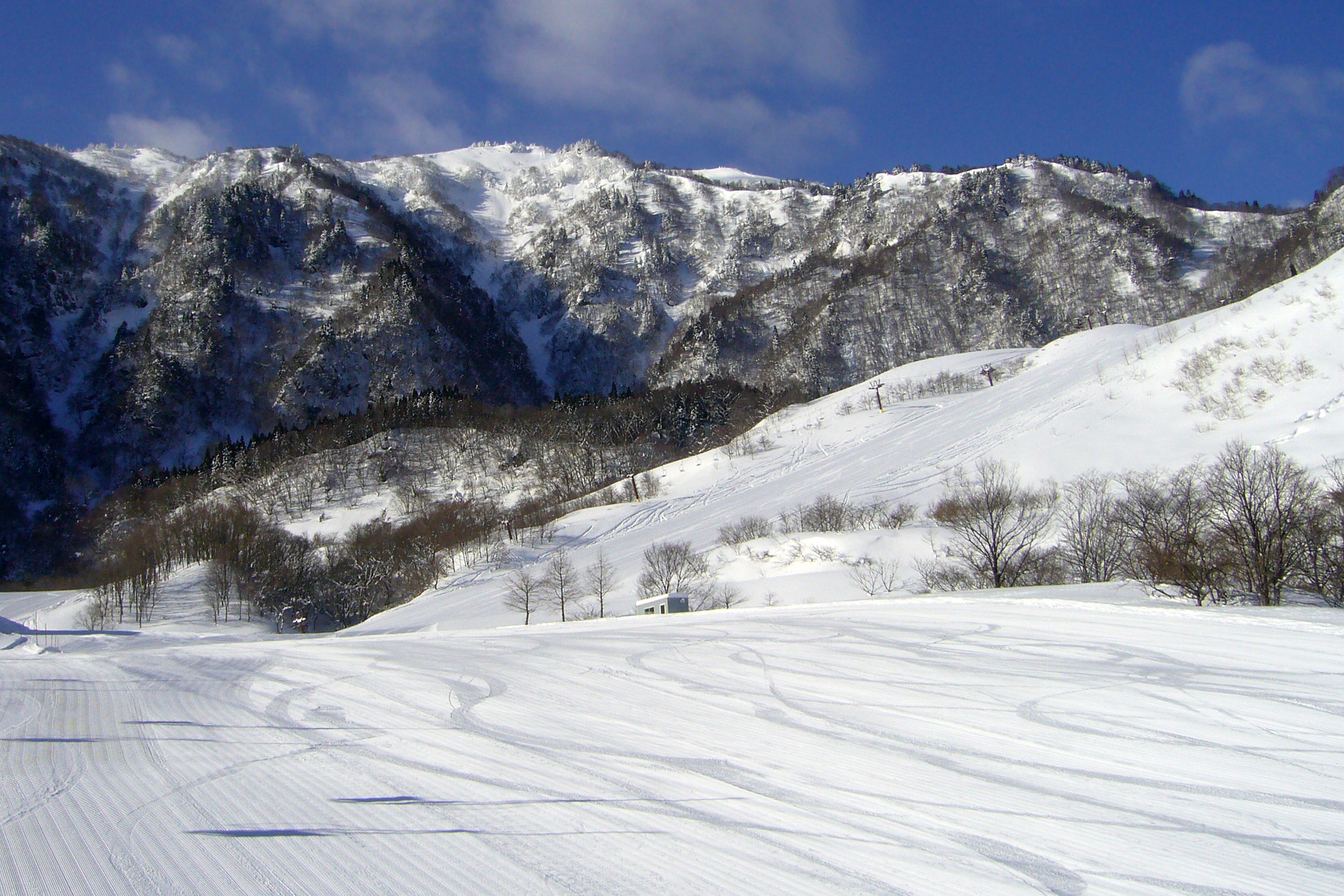
Le mont Hyōno.

Les monts Chūgoku (中国山地, Chūgoku Sanchi) sont une chaîne montagneuse de la région de Chūgoku à l'ouest du Japon. Elle court dans une direction est-ouest et s'étend sur environ 500 km de la préfecture de Hyōgo à l'est jusqu'à la côte de la préfecture de Yamaguchi et se prolonge aussi sous l'océan Pacifique,,.
Les deux montagnes les plus hautes dans le groupe sont le Daisen et le mont Hyōno à respectivement 1 729 m et 1 510 m d'altitude. De nombreuses autres montagnes de ce groupe dépassent également les 1 000 m, tandis que certaines des moins élevées font moins de 500 m d'altitude. Le granite est la pierre la plus commune parmi les montagnes, dont une grande partie a été exposée à l'érosion.

## Géographie
Hormis le Daisen, la plupart des montagnes courent le long de la limite entre les préfectures de Tottori et Okayama et la limite des préfectures de Shimane et Hiroshima. Les monts forment une ligne de partage des eaux et une barrière naturelle de l'ouest du Japon entre la région de San'in (en) au nord et la région de San'yō (en) au sud,.

### Sommets principaux
- Daisen (大山), 1 729 m
- Mont Hyōno (氷ノ山), 1 510 m
- Mont Mimuro (三室山), 1 358 m
- Mont Osorakan (恐羅漢山), 1 346 m
- Mont Ushiro (後山), 1 345 m
- Mont Kanmuri (冠山), 1 339 m
- Mont Jakuchi (寂地山), 1 337 m
- Mont Ōgi (扇ノ山), 1 310 m
- Mont Hiba (比婆山), 1 299 m
- Mont Dōgo (道後山), 1 268 m
- Mont Nagi (那岐山), 1 255 m
- Mont Hiru (蒜山), 1 199 m
- Mont Sentsū (船通山), 1 142 m
- Mont Myōken (妙見山), 1 136 m
- Mont Sambe (三瓶山), 1 126 m
- Mont Ōsa (大佐山), 1 069 m
- Mont Sen (千ヶ峰), 1 005 m
- Mont Hōbutsu (宝仏山), 1 005 m
- Mont Seppiko (雪彦山), 915 m
- Mont Aono (青野山), 907 m
- Mont Haku (白山), 510 m

### Hydrographie
Plusieurs cours d'eau ont leur source dans les monts Chūgoku. Les fleuves qu'ils alimentent s'écoulent soit vers la mer du Japon, au nord, soit vers la mer intérieure de Seto, au sud. Les fleuves Gōno (194 km), Hii (153 km), Sendai (en) (52 km), Tenjin (32 km) et Hino (77 km) ont leur embouchure en mer du Japon. Les fleuves Yoshii (en) (133 km), Asahi (142 km) et Ōta (103 km) forment une large plaine alluviale au sud de la chaîne de montagnes et se jettent dans la mer intérieure de Seto.

## Économie
Les monts Chūgoku sont une source de sable de fer et la région est le lieu de la plus ancienne production de ferronnerie au Japon. Dans les grands plateaux de cette région de montagnes se trouvent de nombreux élevages de bétail, notamment pour la production du bœuf wagyu. Les nombreuses rivières des monts Chūgoku soutiennent un vaste réseau de production de riz dans l'ouest du Japon.